# Eugène Joseph Delporte
Eugène Joseph Delporte (n. 10 ianuarie 1882, Genappe, Valonia, Belgia – d. 19 octombrie 1955, Uccle, Comunitatea Francofonă din Belgia⁠(d), Belgia) a fost un astronom belgian. A descoperit în total 66 de asteroizi. Craterul lunar Delporte îi poartă numele.